# San Mateo Texcalyacac
San Mateo Texcalyacac es una localidad del Estado de México, cabecera del Municipio de Texcalyacac. En el censo de 2020 estaba poblada por 5104 habitantes.

## Toponimia
El nombre de San Mateo es en honor a Mateo el Evangelista. Y el nombre Texcalyacac proviene del náhuatl texcalli, pedregal, y yácatl, punta o nariz. Su significado es «en la punta del pedregal».

## Historia
La localidad de San Mateo Texcalyacac fue fundada en 1594 en torno a un templo dedicado a San Mateo el Evangelista. En 1866 se crea el Municipio de Texcalyacac, con cabecera en la localidad de San Mateo Texcalyacac.